# Präsidenkonvent

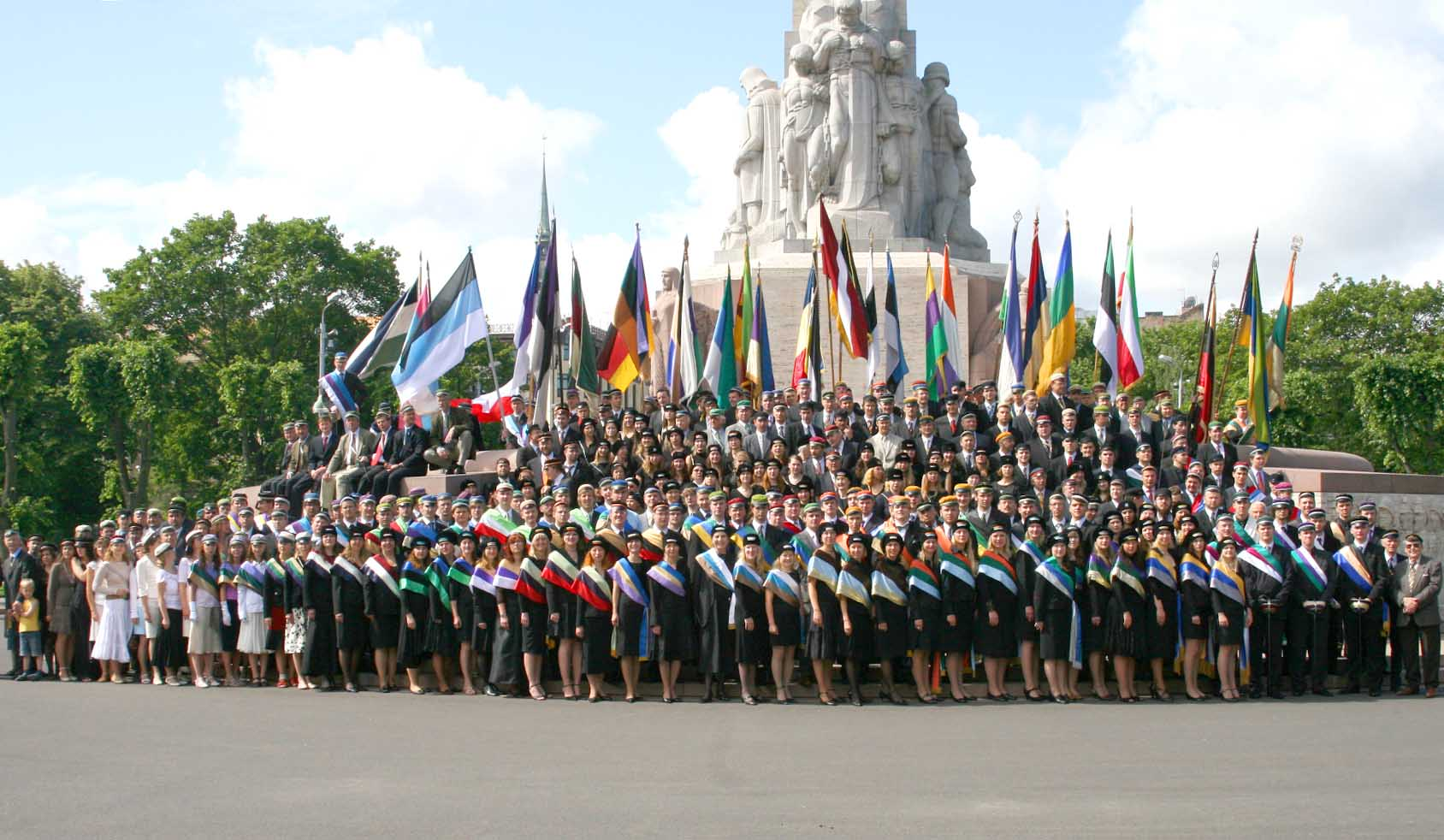
Baltische Studentenverbindungen am Freiheitsdenkmal (2007)

Der Präsidenkonvent (lettisch Prezidiju Konvents) wurde 1919 gegründet. Heute umschließt er 23 Studentenverbindungen in Riga. Die 22 lettischen Korporationen und eine russische Verbindung sind an allen Hochschulen Lettlands akkreditiert. Bis zur Umsiedlung im Jahre 1939 bestand daneben der Chargierten-Convent (Ch!C!) der Deutsch-Baltischen Studentenverbindungen.

## Geschichte

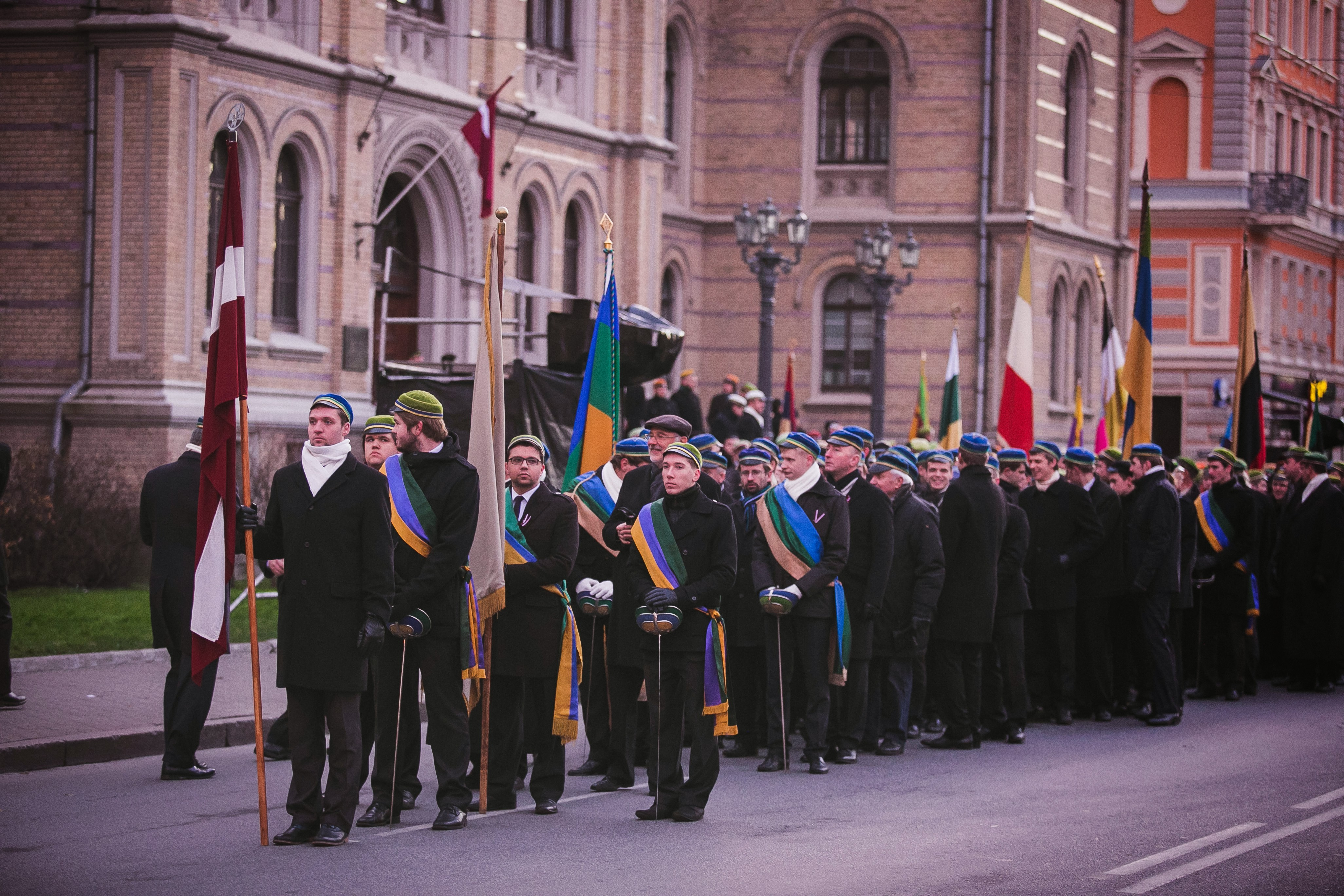
Zug des Präsidenkonvents vor der Universität Lettlands (2013)

Lettonia, Selonia, Lettgallia, Talavija und die Fraternitas Lettica gründeten den Präsidenkonvent nach dem Lettischen Unabhängigkeitskrieg, als die Universität Lettlands entstand. In den 1920er Jahren wurden die deutsch-baltischen Studentenverbindungen Curonia, Fraternitas Baltica, Concordia Rigensis, Fraternitas Rigensis, Corps Rubonia und Gotonia in den Präsidenkonvent aufgenommen. Dass zwei der alten Dorpater Corps (Curonia und Fraternitas Rigensis) zum Rigaer Präsidenkonvent traten, war dem strikten landsmannschaftlichen Prinzip der vier ersten baltischen Corps geschuldet. Da in der Curonia nur Kurländer und in der Fraternitas Rigensis nur Rigenser aufgenommen wurden, übersiedelten diese beiden Corps nach den Staatsgründungen Lettlands und Estlands von der estnischen Universität Dorpat an die neugegründete Universität Riga. Das Polytechnikum Riga bestand schon seit 1862. Die Estonia und die Livonia waren wie andere Corps in Dorpat verblieben. Die in Dorpat beheimateten lettischen Korporationen Lettonia, Lettgallia und andere verlegten ihren Sitz ebenfalls von Dorpat nach Riga. Die deutsch-baltischen Corps schieden aber 1932 aus, weil bei den Conventen die Lettische Sprache auch für sie verbindlich werden sollte. Nach dem Deutsch-sowjetischen Nichtangriffspakt und der Annexion Lettlands wurden die Verbindungen, der Präsidenkonvent und andere Organisationen in der Lettischen Sozialistischen Sowjetrepublik 1940 verboten. Im Kampf gegen die (zweimalige) Okkupation durch die Sowjetunion waren viele Letten Waldbrüder.
Wie viele Letten emigrierten die Mitglieder in die Vereinigten Staaten, nach Kanada, Australien, Schweden und Westdeutschland. Dort wurden 1947 sieben lettische Verbindungen gestiftet, fünf an der Baltischen Universität in Pinneberg und zwei in München. 1949 wurde die Union of Latvian corporations gegründet. 1989, noch vor der Wiederherstellung von Lettlands Unabhängigkeit im Mai 1990, kehrten die ersten Bünder nach Riga zurück.

## Wesen

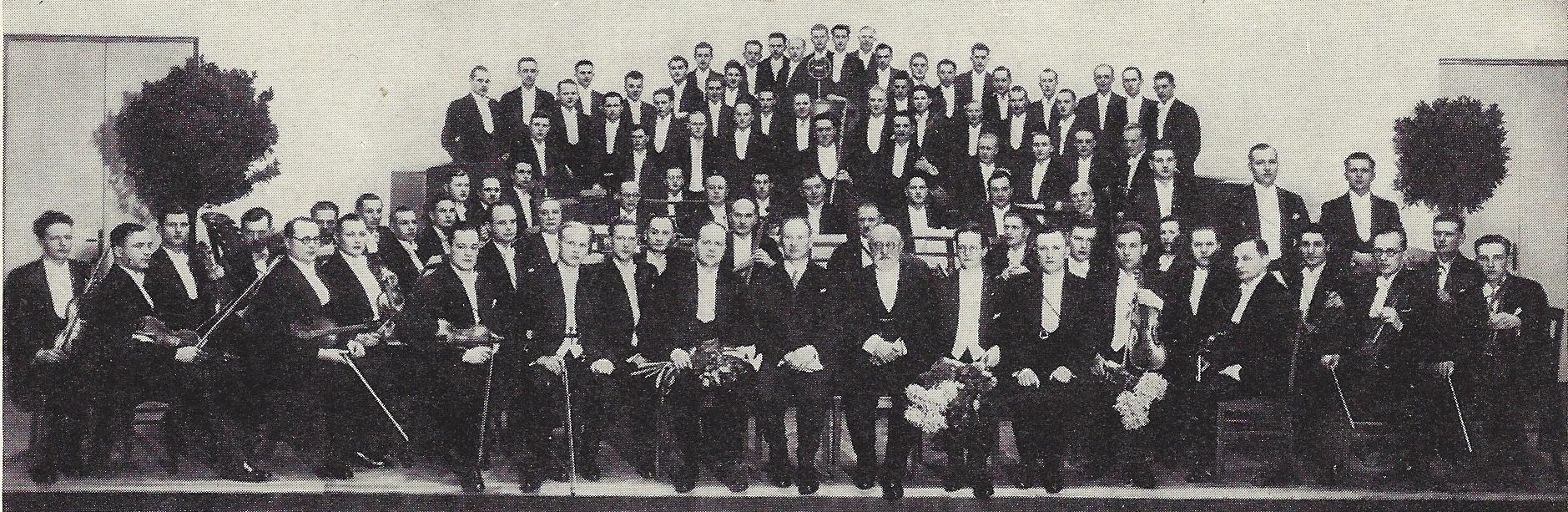
Chor und Orchester des Präsidenkonvents Riga in den 1930er Jahren

Das Vorbild der lettischen Studentenverbindungen waren die Corps der Deutsch-Balten, die sich ihrerseits an den deutschen Corps des frühen 19. Jahrhunderts orientierten; burschenschaftliche Tendenzen hat es im Baltikum nie gegeben. Der Rigaer Comment ähnelt den ältesten SC-Comments.
Wie ganz Lettland von Patriotismus getragen, sind die Korporationen „prägende gesellschaftliche Organisationen“ und zentrale Stützen des jungen Nationalstaats. Mit den dreizehn Damenverbindungen haben sie etwa 10.000 Mitglieder. Mit der Kreismensur pflegen sie einen besonderen Fecht-Comment. Alle Bänder sind dreifarbig. Auf die Studentenmütze (den Deckel) ist der jeweilige Baltenstern gestickt. Die Füchse tragen nach baltischer Sitte kein Couleur, sondern nur einen schwarzen Deckel. Sie werden sehr viel später Bursche als in Deutschland. Im 21. Jahrhundert ist das Corpsstudententum in Lettland zu neuem Leben erwacht. Selonia steht bereits seit 2006 in einem Vorstellungsverhältnis mit dem Kösener Senioren-Convents-Verband. Dass die meisten Rigaer Studentenverbindungen einen Senioren-Convent gründen wollen, hat vier Bünder zum Austritt aus dem Präsidenkonvent bewogen – aus gegensätzlichen Gründen: Lacuania und Arctica wollen nicht fechten, Talavija und Lettonia wollen mehr fechten und einen Chargierten-Convent nach deutsch-baltischem Vorbild gründen.

## Korporationen im Präsidenkonvent
| Verbindung                | Couleur | Stiftung                      | Wappen | Zirkel | Stern | Anmerkungen |
| ------------------------- | ------- | ----------------------------- | ------ | ------ | ----- | ----------- |
| Lettonia                  |         | 19. Februar 1870 in Dorpat    |        |        |       |             |
| Fraternitas Arctica       |         | 7. November 1880              |        |        |       |             |
| Selonia                   |         | 24. November 1880             |        |        |       |             |
| Lettgallia                |         | 8. Februar 1899 in Dorpat     |        |        |       |             |
| Talavija                  |         | 14. Dezember 1900             |        |        |       |             |
| Fraternitas Lettica       |         | 20. Oktober 1902 in Moskau    |        |        |       |             |
| Latvia                    |         | 17. Februar 1917 in Dorpat    |        |        |       |             |
| Ventonia                  |         | 21. November 1917 in Dorpat   |        |        |       |             |
| Tervetia                  |         | 30. April 1922                |        |        |       |             |
| Beveronija                |         | 4. Mai 1922                   |        |        |       |             |
| Philyronia                |         | 7. Juli 1924 in Libau         |        |        |       |             |
| Fraternitas Metropolitana |         | 6. Oktober 1924               |        |        |       |             |
| Fraternitas Vesthardiana  |         | 8. Oktober 1924               |        |        |       |             |
| Fraternitas Academica     |         | 4. Februar 1925               |        |        |       |             |
| Fraternitas Lataviensis   |         | 16. September 1926            |        |        |       |             |
| Patria                    |         | 20. September 1926            |        |        |       |             |
| Fraternitas Livonica      |         | 29. Oktober 1926              |        |        |       |             |
| Vendia                    |         | 20. März 1927                 |        |        |       |             |
| Lacuania                  |         | 7. Dezember 1927              |        |        |       |             |
| Fraternitas Imantica      |         | 18. Februar 1947 in Pinneberg |        |        |       |             |
| Gersicania                |         | 14. März 1947 in Pinneberg    |        |        |       |             |
| Fraternitas Cursica       |         | 7. Mai 1947 in Pinneberg      |        |        |       |             |
| Fraternitas Vanenica      |         | 20. Juni 1947 in München      |        |        |       |             |